# نخاع (نبات)

مقطع عرضي لساق نبات الكتان:
1. النخاع
2. نسيج وعائي خشبي بدائي
3. نسيج وعائي خشبي
4. نسيج وعائي لحائي
5. النسيج الاسكلرنشيمي (ألياف اللحاء)
6. القشرة
7. البشرة

نخاع أو لب النبات هو نسيج في سيقان النباتات الوعائية. وتتكون من خلايا متن لينة، إسفنجية، ومهمتها تخزين ونقل المواد الغذائية إلى جميع أنحاء النبات. يقع لب ثنائيات الفلقة الحقيقية في وسط الجذع. إما في أحاديات الفلقة فيمتد إلى السيقان المزSUCCULENT هرة والجذور. ويطوق النخاع حلقة من النسيج الوعائي الخشبي؛ ويطوق هذا النسيج حلقة من النسيج الوعائي اللحائي.